# Szász Ferenc (szakíró, 1880–1948)
Szász Ferenc, szövérdi (Pusztakamarás, 1880. március 11. – Kolozsvár,  1948. szeptember 1.) erdélyi magyar mezőgazdász, mezőgazdasági szakíró.

## Életútja
A magyaróvári Mezőgazdasági Akadémián végzett. Pályáját gyakornokként kezdte Kisbéren, azután lett a kolozsvári Mezőgazdasági Akadémián a tejgazdasági tanszék tanársegédje. Később a nagyenyedi Bethlen Gábor Kollégiumban is tanított. Tagja volt az Erdélyi Gazdasági Egyesület igazgató választmányának, elnöke az egykori Magyar Párt nagysármási tagozatának; innen kezelte a báró Kemény örökösök birtokát.

## Munkássága
Az Erdélyi Gazda című lap a két világháború közt közölte cikkeit a növénytermesztésről, trágyázásról; munkatársként bekapcsolódott a Magyar Nép mezőgazdasági rovatának szerkesztésébe.
Több önálló publikációja jelent meg a Minervánál ugyancsak a két világháború között:
- Gyümölcstermesztésről (Kolozsvár, 1929);
- Baromfitenyésztési tanácsadó (Kolozsvár, 1930);
- Sajtkészítés (Kolozsvár, é. n.);
- Tehenészeteink szervezése és vezetése (Budapest, 1909).

Emellett Nagy Endrével közös munkája volt a Gazdatudomány (uo. 1936), ill. Jászberényi Andrással az Általános tejgazdaságtan (Kolozsvár, é. n.).